# اورلئان کراس رود (ویرجینیای غربی)
اورلئان کراس رود (به انگلیسی: Orleans Cross Roads) یک منطقهٔ مسکونی در ایالات متحده آمریکا است که در شهرستان مورگان، ویرجینیای غربی واقع شده‌است.